# Jacopo Guicciardini
Il Conte Palatino Jacopo Guicciardini (Firenze, 23 gennaio 1422 – Firenze, 17 maggio 1490) è stato un politico italiano, figlio di Piero di Luigi Guicciardini e Angiola di Andrea Buondelmonti.

## Biografia
Fu priore delle Arti nel 1456, nel 1460 e nel 1481 e Gonfaloniere di Giustizia della repubblica fiorentina per due volte, nel 1469 e nel 1477.
Come ambasciatore visitò Napoli (nel 1465, 1466 e 1475), Milano, Genova, Venezia (1466), Roma (1469). Fu commissario di campo nel 1472, 1484 e 1487, e membro dei Dieci di Balia nel 1485 e 1486. 

## Matrimonio e discendenza
Si sposò nel 1440 con Guglielmetta di Francesco de' Nerli (1432-1498), dalla quale ebbe due figli:
1. Maddalena, sposata a Bernardo di Francesco Vettori
2. Piero (9 giugno 1454-21 dicembre 1513), padre del celebre storico Francesco Guicciardini.